# Bitva u Casilina
Bitva u Casilina (též bitva u řeky Volturno či bitva u Capue) se odehrála v roce 554 n. l. v Itálii. Proti sobě stála vojska Byzantinců vedená Narsem a armáda složená z Franků a Alamanů vedená Butilinem. Frankové a Alamani přitáhli do Itálie, aby pomohli Ostrogótům a vrátili jim zpět jejich území. Bitva skončila naprostým byzantským vítězstvím a Itálie tak již byla pevně v rukou Byzantinců. Bitva také dokazuje sílu byzantské armády a skvělé velitelské schopnosti jejich generála.

## Pozadí

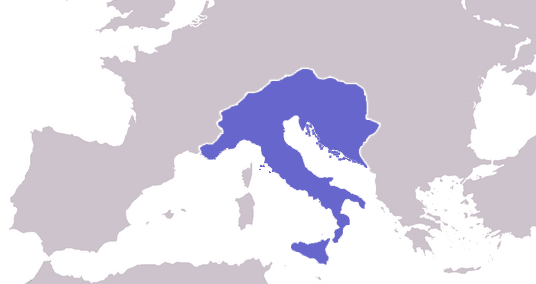
Říše Ostrogótů ve své největší slávě

Když nastoupil Justinián I. na byzantský trůn, vytkl si jeden úkol, znovu vydobýt území Západořímské říše. V letech 533-534 vedla Byzantská říše válku s v té době silným vandalským královstvím a je až zarážející, jak snadno toto království zničili. Velkou zásluhu na tom měl vojevůdce Belisar, který se ukázal jako vojenský génius. Po této válce měla byzantská armáda za úkol dobýt Itálii. Justinián organizoval útok na Itálii ze tří směrů současně. Ilyrská armáda měla zaútočit z Balkánu, aliance franckých kmenů v Galii vyvíjela tlak na území Provence a Belisarius zaútočil na Sicílii. Útok ilyrské armády se zastavil po smrti jejího generála a Frankům se podařilo obsadit pouze jih Galie. To Belisarius byl úspěšnější. Podařilo se mu dobýt Sicílii a poté se vylodil v Itálii. Při svém tažení dobyl Neapol, rok bránil Řím, obsadil Ravennu a svrhl gótského krále Witiga. Po těchto porážkách bylo ostrogótské království významně pacifikováno, ne však zničeno. Belisarius byl odvolán z Itálie, čehož využil Totila, král Ostrogótů a začal opět válčit s Byzantinci. Vzhledem k nepřítomnosti velkého generála se byzantským vojskům nedařilo Totilu porazit a dokonce utrpěli několik tvrdých porážek. Justinián nakonec zverboval pomocnou armádu vedenou do té doby neznámým mužem, Narsem. Narses byl byzantský úředník, jehož loajalita k císaři se stala pověstnou. Neměl však sebemenší bojové zkušenosti. Pomocná armáda se vydala severovýchodní cestou, přičemž se jak jen mohla snažila vyhýbat Gótům. Narsovi dělaly potíže hlavně blokující síly Gótů, které se snažily nevpustit Byzantince k Ravenně. Byzantinci však přemostili řeku a tak se chytře vyhnuli nepřátelské armádě. Mezitím se Totila rozhodl o svedení bitvy a rozmístil svoji armádu u Taginae. Narses rád přijal bitvu a pochodoval Totilovi v ústrety. V této bitvě (známé jako bitva u Tagin) bylo vojsko Ostrogótů naprosto zničeno a sám král Totila padl. Jeho nástupce Teias shromáždil zbytek Gótů a rozhodl se rozpoutat zoufalou bitvu. Tato bitva (známá jako bitva u Vesuvu či u Mons Lactarius) znamenala definitivní konec Ostrogótského království a Teia za to zaplatil životem. Poslední Gótové v Itálii představovali izolované posádky, které volaly o pomoc franckého krále. Král Theobald povolil svým dvou vévodům Lotharovi a Butilinovi (který vládl Alamanům východně od Rýna), aby se vydali do Itálie.

## Cesta k bitvě
Po porážce poslední ostrogótské armády oblehl Narses město Cumae, které ukrývalo královskou pokladnici. Když se Narsovi nepodařilo město zdolat útokem, obrátil se do Toskánska, kde jej zastihla zpráva, že nepřátelská armáda překročila řeku Pád. Vyslal tedy oddíl mužů za účelem sledování nepřítele a oblehl město Lucca. Butilin však vlákal vyslaný byzantský oddíl do léčky a zničil ho. Mezitím Narses dobyl město Lucca a vrátil se na zimoviště v Ravenně. Zde mu velitel obránců Cumae vydal městské klíče a kromě toho se dozvěděl, že germánský kmen Varnů chce uzavřít spojenectví. Narses se tedy vydal do Rimini, aby stvrdil alianci. Během vyjednávání se k městu přiblížil nepřátelský předvoj. Narses je napadl svou osobní gardou a podařilo se mu nepřítele porazit a zahnat. V roce 554 se byzantská armáda přesunula k Římu, kde jí byl poskytnut potřebný výcvik. Butilin a Lothar město obešli, přičemž Butilin vedl svou armádu podél západního pobřeží a Lothar zas tu svou po východním pobřeží. Lothar se rozhodl odvést svou armádu na sever a uložit zde kořist (s sebou také vedl velké množství zajatců). Během cesty ho u města Fana napadli Byzantinci společně s pomocnými silami Hunů. Během bitvy se zajatci osvobodili a ukradli všechnu kořist. To bylo pro Lothara obrovské zklamaní, odpoutal se od nepřátelské armády a rozhodl se ubytovat v Benátkách. Zde jeho armádu postihla velká morová epidemie a Lothar byl prakticky bez vojska. Butilinus však pokračoval v tažení. Na podzim táhl k Římu a snažil se najít byzantskou armádu. Jeho armádu v té době postihla úplavice a začínal se projevovat nedostatek zásob. V Kampánii u řeky Casilinus (dnes řeka Volturno) vztyčil opevněný tábor a most přes řeku opevnil věží. Narses se utábořil blízko nepřátel a podařilo se mu vtáhnout do šarvátky muže, kteří zajišťovali potraviny. Během této šarvátky byla zničena věž bránící most a Butilinus byl tak odříznout. Rozhodl se vrhnout do bitvy.

## Pohled na obě armády
Butilinus byl alamanský šlechtic, jemuž se podařilo získat důvěru Franků. Zřejmě se jednalo o zkušeného válečníka, čemuž nasvědčuje chytré zničení byzantského oddílu, který ho měl sledovat. Hlavní část jeho armády tvořili Alamani, germánský kmen, méně civilizovaný než Frankové. Vzhledem k tomu můžeme usuzovat, že v jejich vojsku nebyla početná jízda a pokud byla, nejspíše sesedla před bojem z koně, aby zvýšila bojové nadšení pěchoty. Alamanská pěchota si příliš nelibovala v brnění, její hlavní ochranu tvořil štít, helma a maximálně kožený kabátec. Jako zbraň využívali hlavně sekery a angos. Angos je kopí, používané jako oštěp, nebo jako bodná zbraň. Oštěpy Alamanů měly na špici umístěny kovové bodce, které se při hodu měly zabodnout buď do nepřítele nebo do jeho štítu. Po zasažení nepřítele mu nedovolovaly bodce vytržení oštěpu z těla a pokud se jednalo o štít, tíha kopí vojákovi neumožňovala štít dále používat. V tomto vojsku nebyli žádní lučištníci či prakovníci a jestli ano, nebylo jim v bitvě dáno prostoru k boji. Celkově však alamanská pěchota dokázala zuřivě bojovat a Agathias popisuje Alamany takto:
| „          | Jsou zkušenými pěšími ozbrojenci, jak je jejich zvykem vést boj. | “ |
| — Agathias |                                                                  |   |

Narses byl již starší šedesát let, to mu však nezabraňovalo vést své muže v bitvě osobně. Když byl jmenován jako vrchní velitel vojsk v Itálii, většina Byzantinců to považovala za špatné rozhodnutí, protože Narses neměl žádné bojové zkušenosti. Brzy se však ukázala genialita tohoto muže. Vojáci v byzantské armádě hovořili mnoha jazyky, ale jinak bojovali houževnatě a statečně. Většinu byzantské armády tvořily pěchoty. Jádro této části armády tvořila těžká pěchota tzv. antesignani, kteří měli za úkol hlavně odrážet útoky nepřátelské kavalerie. Dále byli v pěchotě přítomni oštěpaři, prakovníci, lučištníci atd. Byzantská pěchota byla tedy velice všestranná, ale většinou byla používána pasivně (tedy spíše k obraně než k útoku). Hlavní formací byzantské pěchoty byla formace foulkon, umožňující efektivní odražení nepřítele. Byzantinci samozřejmě využívali kavalerii a to buď lehkou, střední či těžkou. Lehkou jízdu představovali hlavně jízdní lučištníci či oštěpaři, střední kavalerii šermíři a těžkou hlavně jízdní kopiníci (katafrakté). Lehká kavalerie měla za úkol nepřítele ničit z dálky a pronásledovat ho. Střední kavalerie mohla plnit různé úkoly a katafrakté rozráželi velká tělesa nepřátelské pěchoty. Jako pomocné sbory využívali Byzantinci hlavně síly Herulů, Hunů či Gótů.

## Bitva

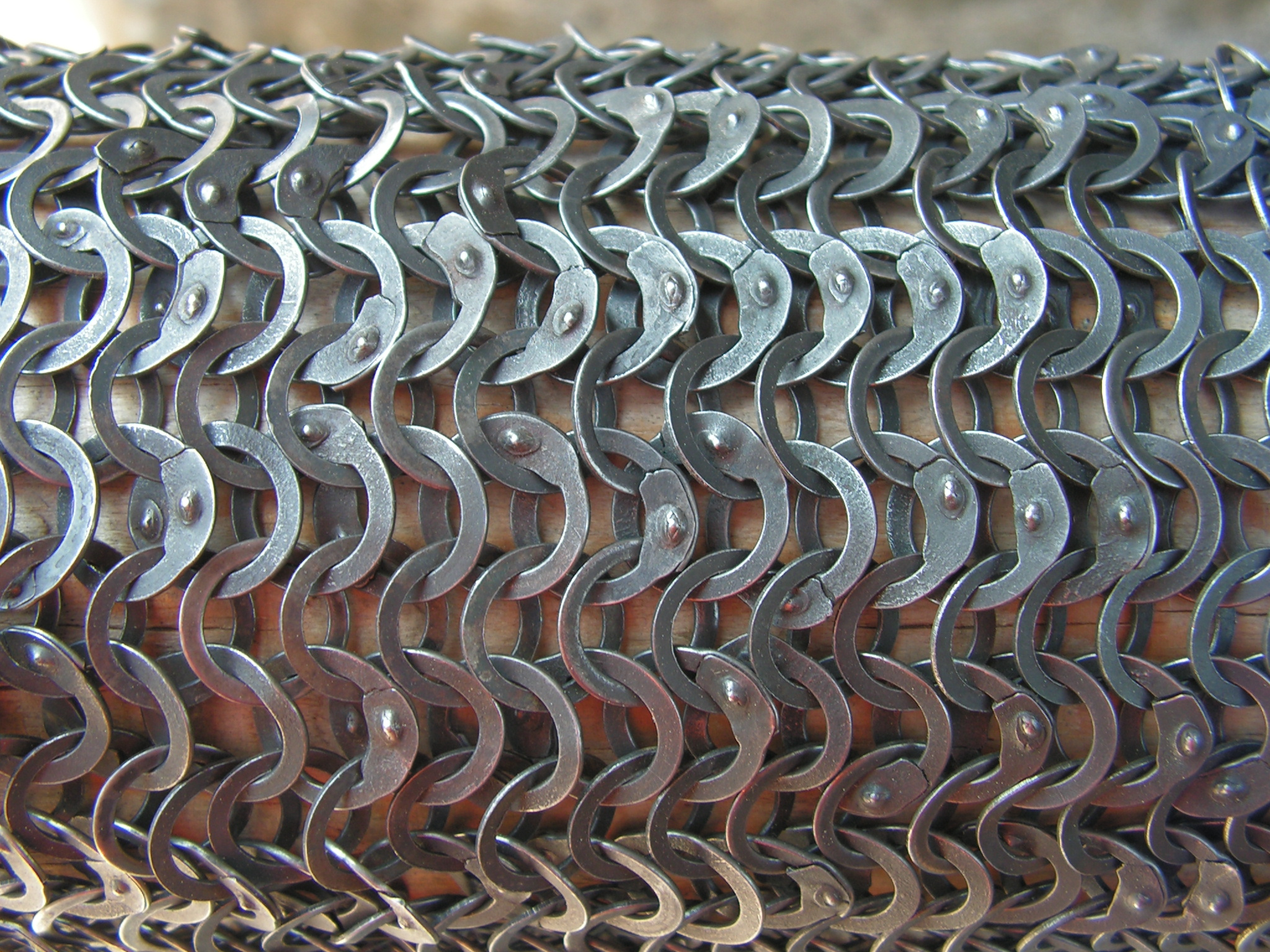
Detail kroužkové zbroje používané byzantskými vojáky.

Butilinus zformoval své muže do klínové formace (tzv. kančí hlavy). Po obou stranách středu byly stupňovitě umístěny další jednotky. Celá formace tedy připomínala písmeno V. Narses na to odpověděl obrannými blokovacími silami pěchoty a pěší kavalerie. Ve středu byli antesignani a po jejich křídlech další příslušníci těžké pěchoty. Za touto pěchotu byly rozmístěny střelecké jednotky lučištníků a prakovníků. Byzantská formace vlastně také připomínala písmeno V, připravené pohltit nepřátelský klín. Narses se ujal místa na hrotu pravého křídla a nejspíše tuto část své armády osobně vedl. Svou jízdu si nechal Narses v záloze a rozmístil ji po obou křídlech, přičemž kavalerie na pravém křídle byla schována v lese a měla přísný zákaz jakékoliv činnosti až do doby, než k tomu dá Narses příkaz. Těsně před bitvou byly pomocné sbory Herulů v rozepři s Narsem a hrozila jejich vzpoura. Jejich velitel je nakonec uklidnil a Herulové se kvapem blížili na bitevní pole. Alamani zaútočili se vší zuřivostí a statečností. Byzantská pěchota utvořila ze svých štítů stěnu a ze všech sil se snažila odrazit útok nepřítele. Střelecké jednotky Byzantinců skvěle podporovaly své druhy a vzhledem k nedostatku brnění Alamanů jim působili těžké ztráty. I přesto se Alamanům podařilo prolomit střed byzantské linie a hrozila katastrofa. Zrovna ve chvíli, kdy se Alamani, kteří pronikli byzantskou linií snažili napadnou nepřátelé zezadu, vtrhli do boje již zmínění Herulové, kteří zatlačovali Alamany zpátky. Narses si povšiml skvěle načasovaného příchodu Herulů a když viděl, že jeho křídla si vedou více než dobře, vysunul svou kavalerii po obou křídlech dopředu. Kavaleristé ihned zasypali své nepřátele střelbou z luků. Mezitím Herulové drtili alamanské pěšáky a rychle je zahnali za střed byzantské sestavy. Když si to Butilinus uvědomil, byl zděšen. Od herulských zběhů se dozvěděl, že jejich kmen nebude bojovat a teď viděl pravý opak. Hrot alamanského klínu se rozpadl a brzy na to i celá jejich formace. Alamani byli nakonec zcela obklíčeni a hromadně masakrováni. Nedochovaly se sice přesné počty mrtvých, ale alamanské ztráty musely být strašlivé.

## Zhodnocení a důsledek bitvy
Byzantská armáda se ukázala jako vysoce účinná a silná. Alamani sice nebojovali vůbec špatně, ale stejně bitvu prohráli. Pokud se na situaci před bitvou podíváme z pozice Butilina, je jeho rozhodnutí správné. Jeho armáda neměla potřebnou zbroj a ani neznala základy taktiky. Vytvoření klínů a uskutečnění hromadného útoku byla jediná možnost, která měla reálnou šanci na úspěch. Může se zdát, že alamanská vojenská taktika byla primitivní, ale útok klínové formace byl v této době velmi obávaným jevem a jen málo armád vydrželo takový útok. Díky své těžké zbroji, dobrému výcviku a všestrannosti se Byzantincům podařilo nepřítele zničit a to bez velkých ztrát. Celkové hodnocení je takové, že Byzantinci měli skvělou disciplínu, taktiku a pružně reagovali na změny v bitvě. Díky této bitvě se Frankové a Alamani vzdali možnosti na dobytí Itálie a Narses tak zajistil císaři vládu nad touto zemí.